# Billy Liddell
William Beveridge Liddell, noto come Billy Liddell (Dunfermline, 10 gennaio 1922 – Liverpool, 3 luglio 2001), è stato un calciatore scozzese, di ruolo attaccante.

## Carriera
Giocò per tutta la carriera nel Liverpool, con cui vinse il campionato inglese nel 1947.

## Palmarès

### Club

#### Competizioni nazionali
- Campionato inglese: 1

Liverpool: 1946-1947